# Bad Lobenstein
Bad Lobenstein (pronunciación en alemán: /baːt ˈloːbn̩ˌʃtaɪ̯n/ⓘ) es una localidad alemana ubicada en el distrito de Saale-Orla, estado de Turingia. Según datos del censo de 2006 cuenta con una población de 6.280 habitantes.
Fue la capital del antiguo estado de Reuss-Lobenstein, un principado alemán gobernado por una subrama de la Casa de Reuss.